# 孤本

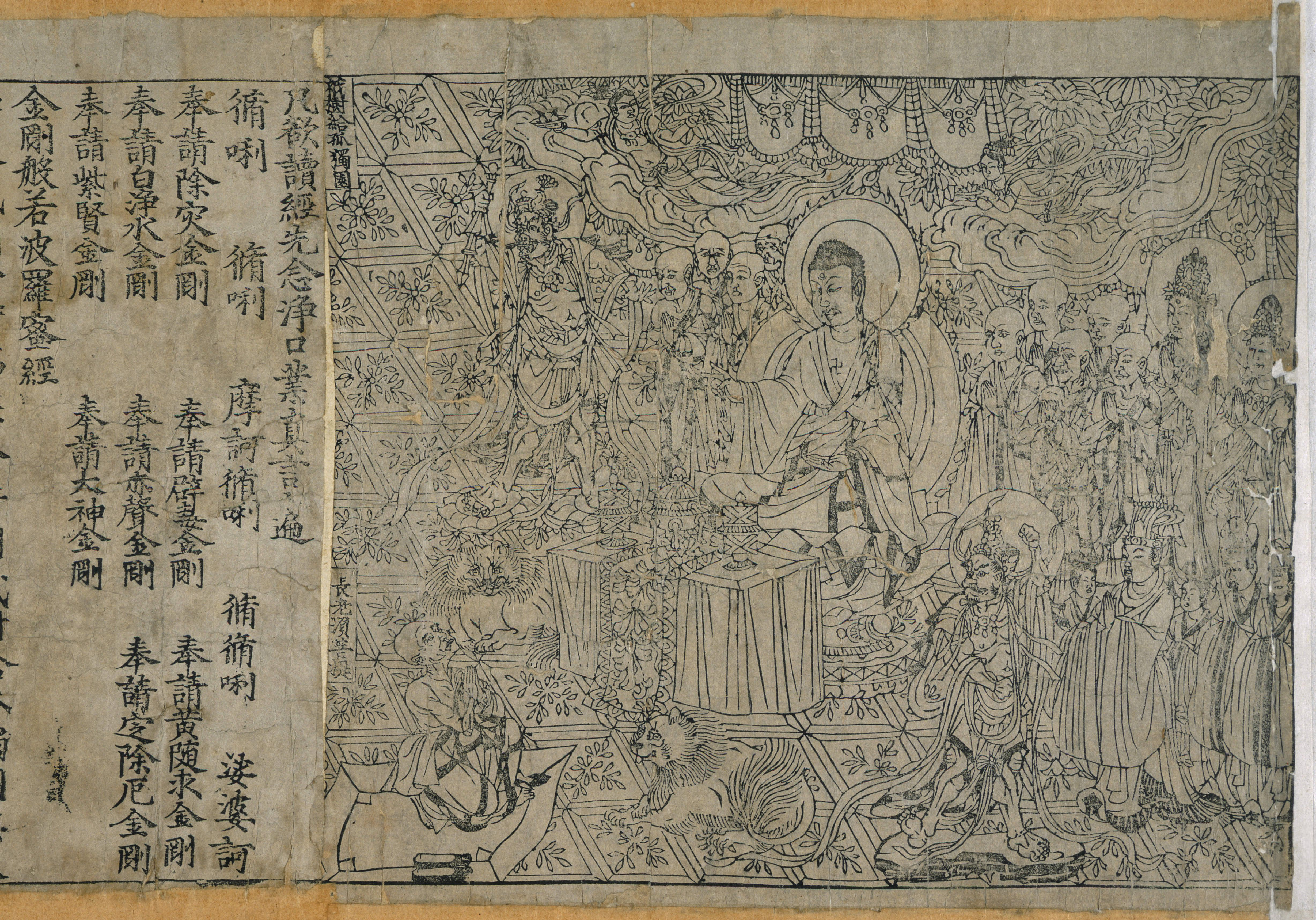
敦煌出土的唐代金剛經（868年），现存最早的印刷品之一，藏于大英图书馆

孤本，指某一书籍仅存的惟一存世的版本，特指古籍书物。
亦也可以指仅存的一份手书作品或原作已佚失，仅存的一份拓本或副本。现存世界最早的印刷品孤本是唐代印刷的《金刚经》。